# توماس موريس تشيستر
توماس موريس تشيستر (بالإنجليزية: Thomas Morris Chester)‏ هو صحفي أمريكي، ولد في 11 مايو 1834 في هاريسبرج في الولايات المتحدة، وتوفي في 30 سبتمبر 1892.